# Politikåret 1866

## Händelser
- 17 juni -  Bettino Ricasoli efterträder Alfonso La Marmora som Italiens konseljpresident.[1]
- 22 juni - Genom representationsreformen upphör Sveriges riksdag att vara ett ståndsparlament, och blir i stället ett tvåkammarparlament.
- 28 juni - Edward Geoffrey Stanley efterträder John Russel som Storbritanniens premiärminister.[2]

## Val och folkomröstningar
- Okänt datum - Andrakammarval hålls i Sverige.

### Fotnoter
1. ↑  ”Italy” (på engelska). World Statesmen. http://www.worldstatesmen.org/Italy.htm. Läst 31 juli 2015.
2. ↑  ”United Kingdom” (på engelska). World Statesmen. http://www.worldstatesmen.org/United_Kingdom.html. Läst 29 juli 2015.